# Burg Klingenstein (Alb-Donau-Kreis)
Die Burg Klingenstein ist die Ruine einer Höhenburg auf 559 m ü. NN bei dem Ortsteil Klingenstein der Gemeinde Blaustein im Alb-Donau-Kreis in Baden-Württemberg.

## Geschichte und heutiger Zustand
Die Burg wurde ab dem 11. Jahrhundert von den Herren vom Stain zu Klingenstein erbaut, 1215 erwähnt und nach 1588 aufgegeben. Die Burgruine gehört heute zur Leube-Stiftung Schloß Klingenstein und kann nur zu offiziellen Anlässen (Tag des offenen Denkmals) besichtigt werden.
Burg Klingenstein bestand ursprünglich aus drei Burganlagen. Die im 11. und 12. Jahrhundert erbaute Oberburg bestand aus Bergfried, Burghof, Burgkapelle, Hauptgebäude, Halsgraben, Vorburg und Zugbrücke. Vom Bergfried sind noch die Grundmauern erhalten. Die Mittelburg entstand im 13. und 14. Jahrhundert und begrenzte die Anlagen nach Süden mit einem Wehrgang und bestand aus einem unterkellerten Hauptgebäude, dem sogenannten Torhaus, sowie einem heute noch gut erhaltenen Schalenturm. Auf den Grundmauern und Kellergewölben des im 15. Jahrhundert erbauten nördlichen Teils der Burganlagen, der Unterburg, steht heute das Schloss Klingenstein.
Die Leube-Stiftung, eine Stiftung des bürgerlichen Rechts, kümmert sich seit 1974 um die Erhaltung der Burgruine und des Schlosses Klingenstein mit allen dazugehörenden Anlagen und Einrichtungen. Im Jahr 2015 bewilligte die Deutsche Stiftung Denkmalschutz der Leube-Stiftung Fördermittel in Höhe von 25.000 Euro für die Sanierung und Sicherung der Burgruine.

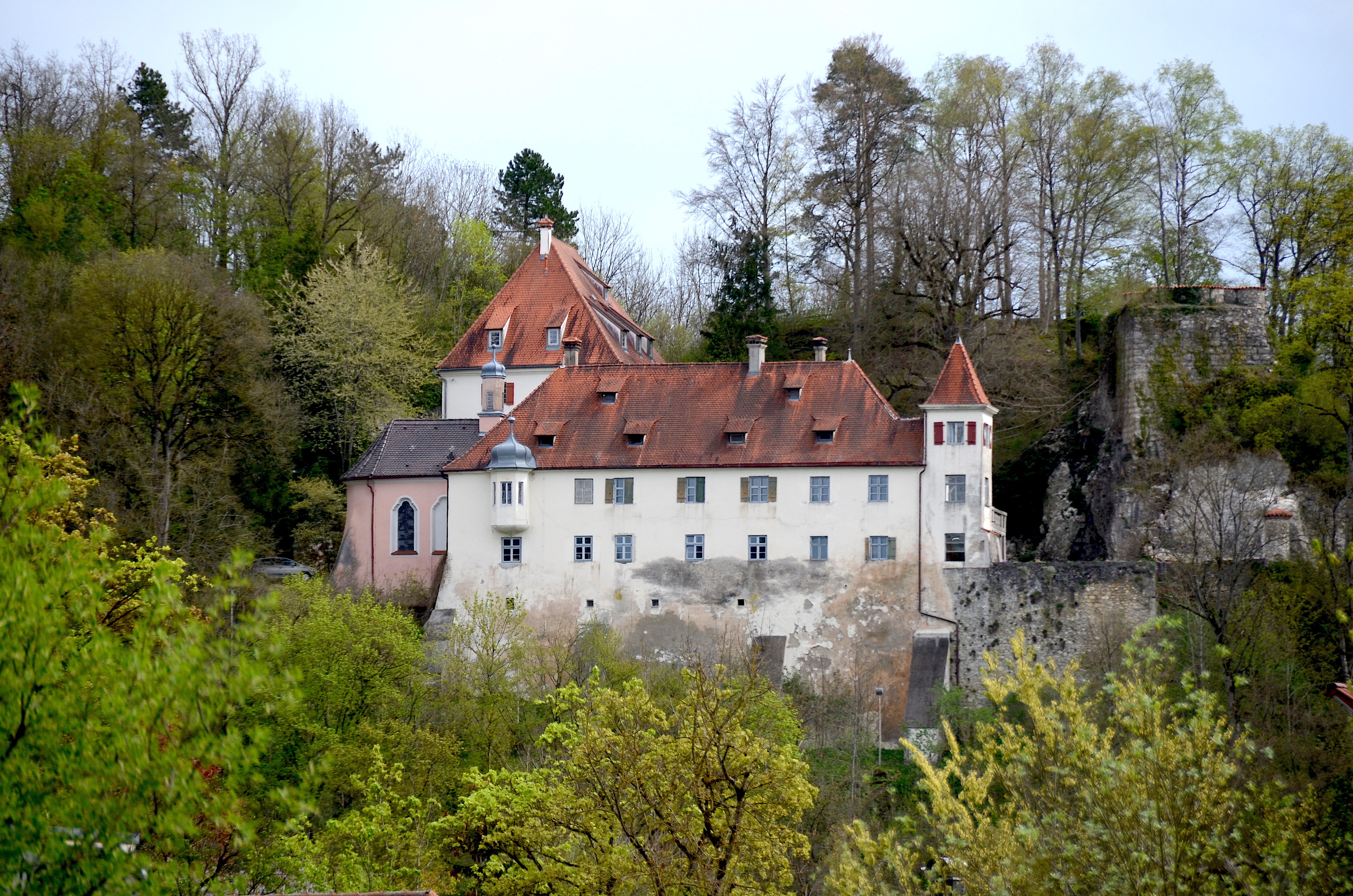
Die Burgruine über Schloss Klingenstein
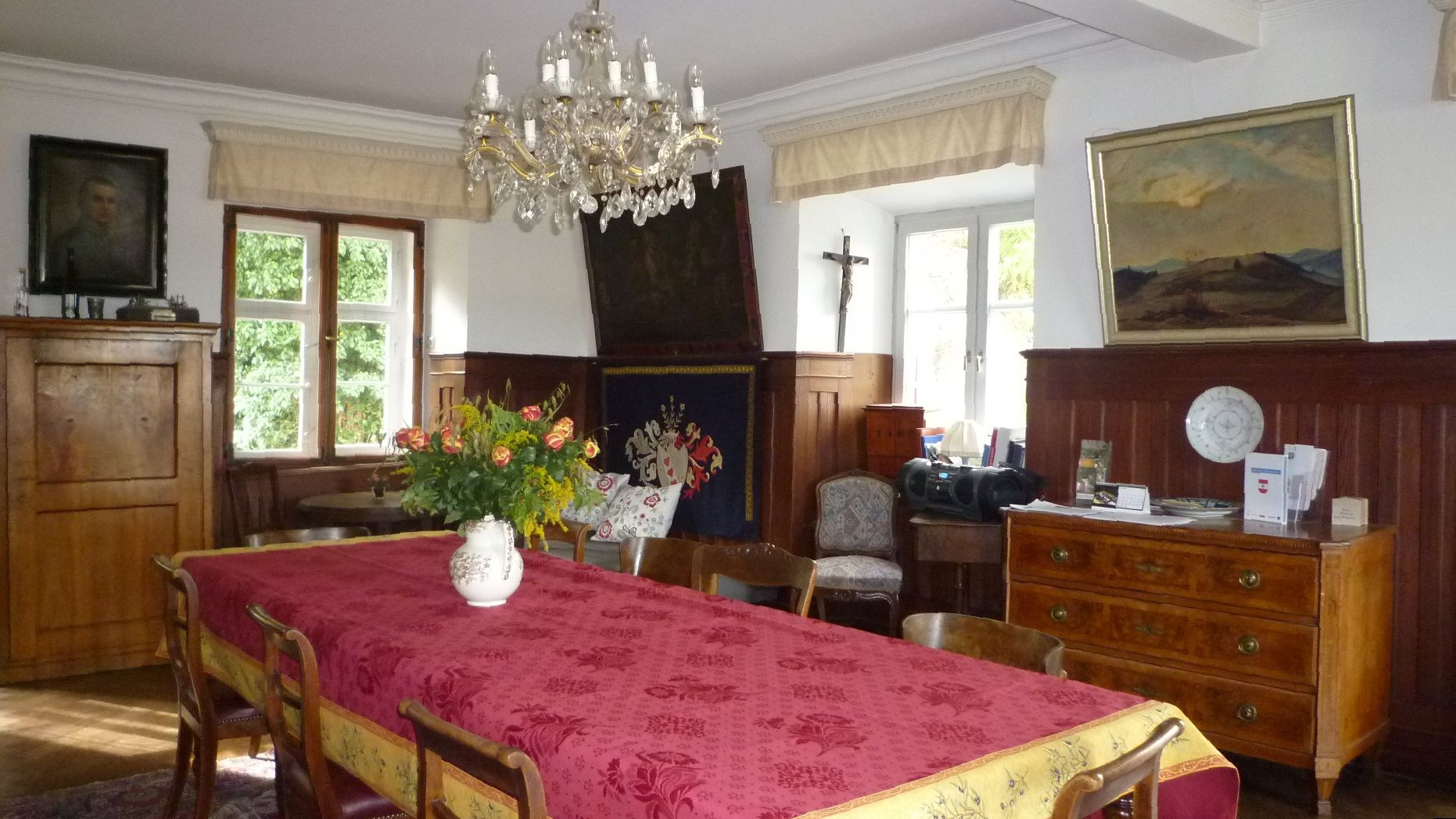
Innenansicht vom Schloss
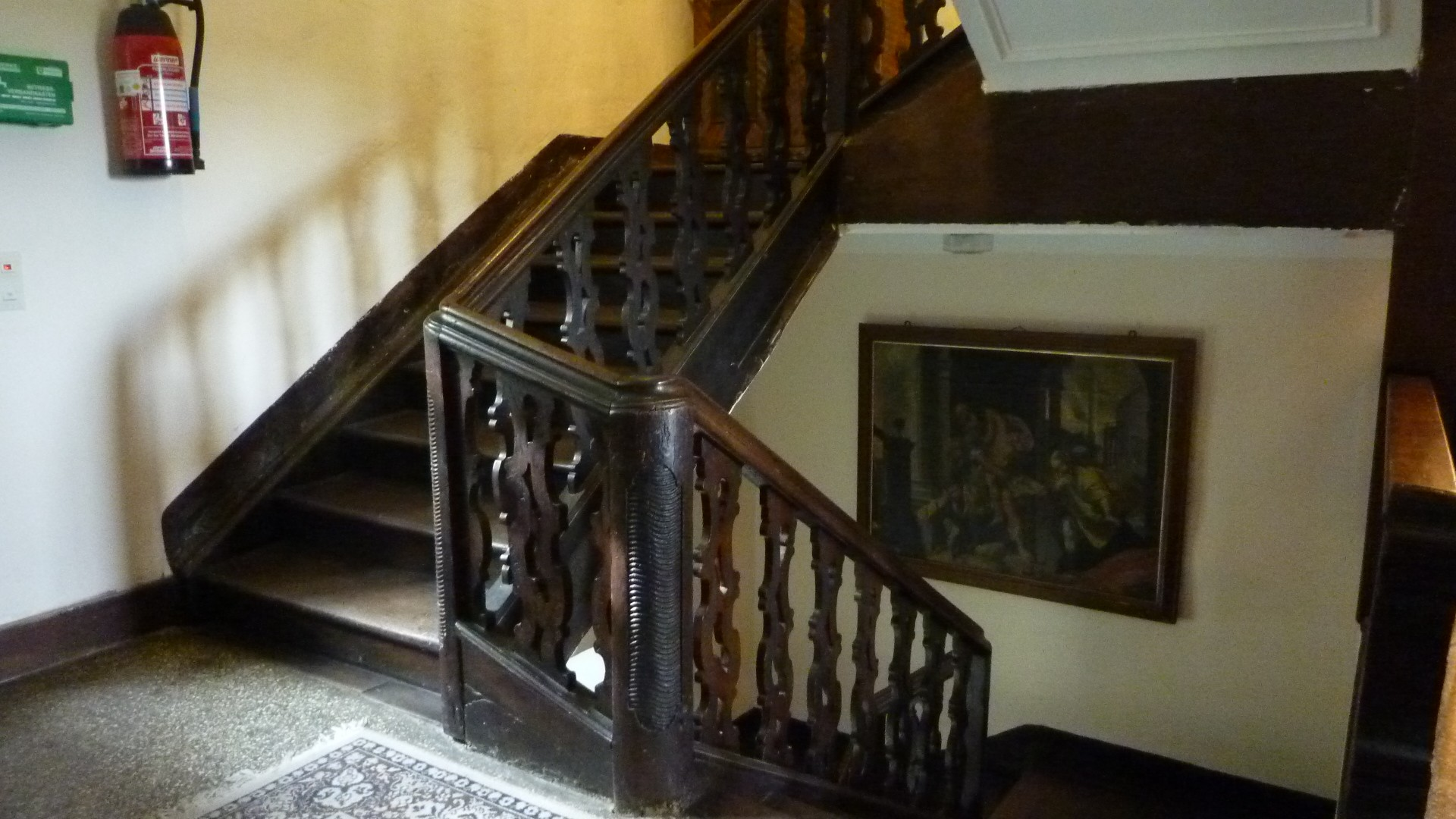
Treppenhaus im Schloss Klingenstein
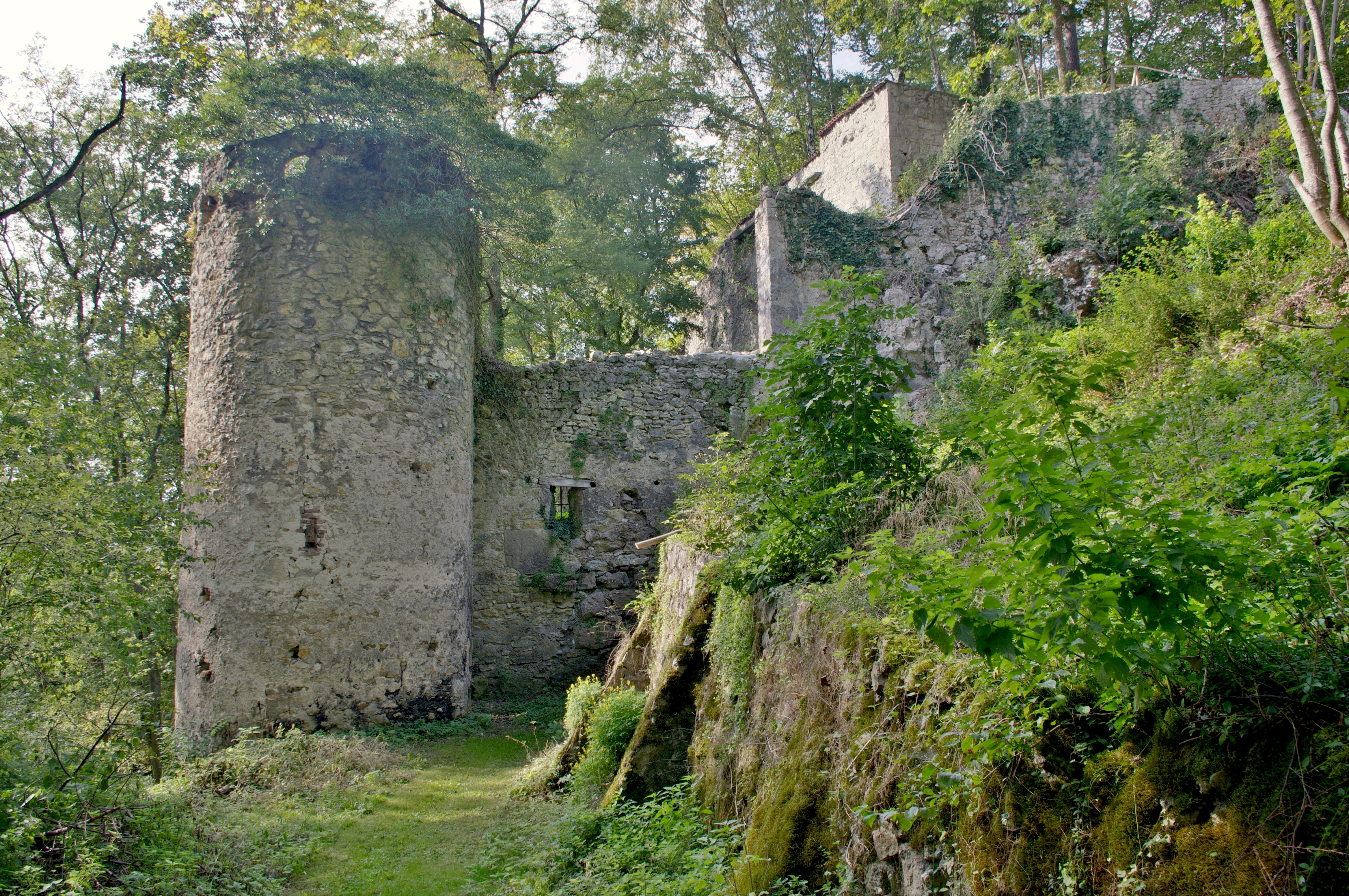
Schalenturm der Burgruine
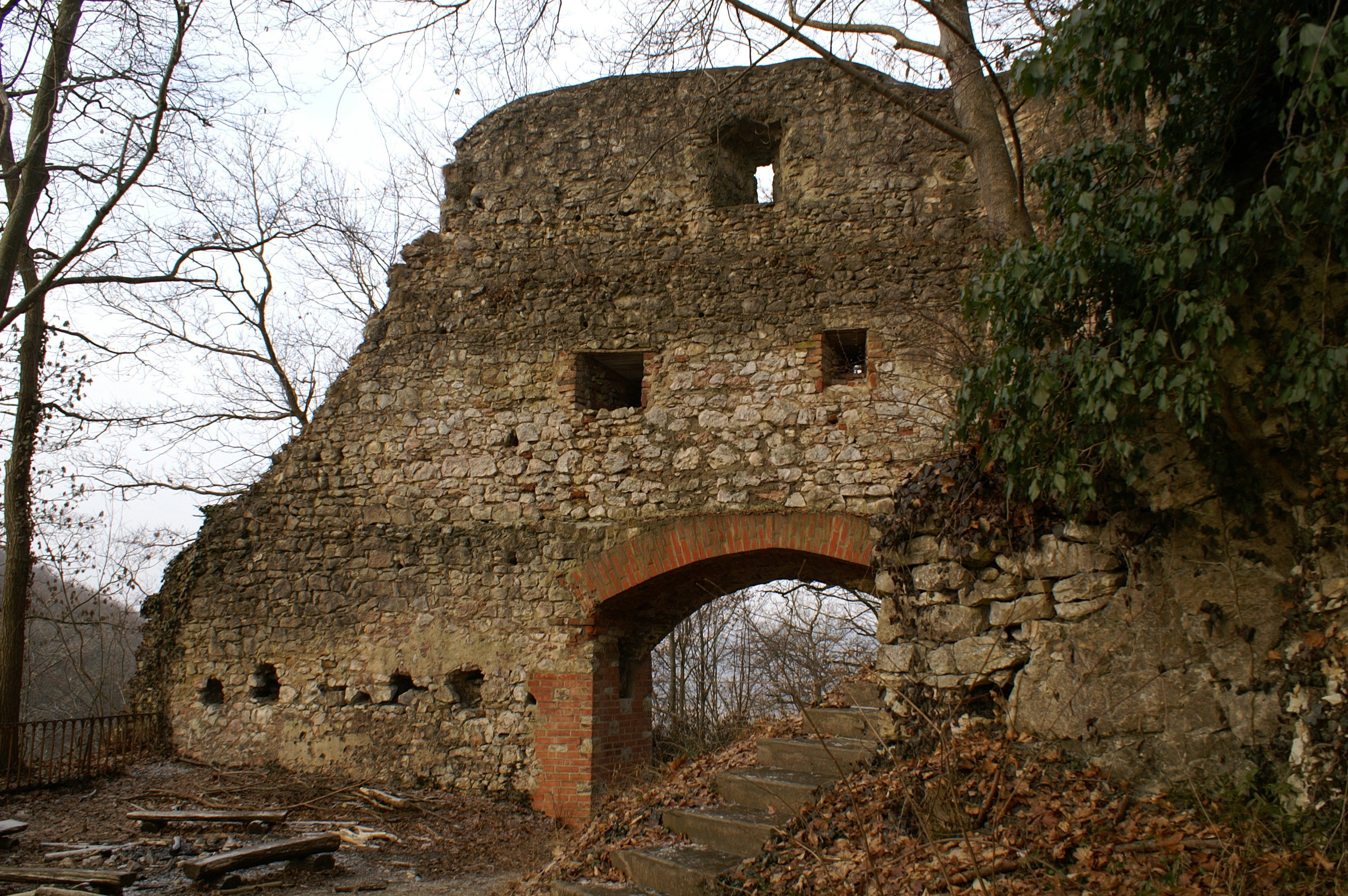
Nordwestseite des Torhauses, Innenansicht